# Le Sel-de-Bretagne
Le Sel-de-Bretagne är en kommun i departementet Ille-et-Vilaine i regionen Bretagne i nordvästra Frankrike. Kommunen ligger i kantonen Le Sel-de-Bretagne som tillhör arrondissementet Redon. År 2022 hade Le Sel-de-Bretagne 1 102 invånare.

## Befolkningsutveckling
Antalet invånare i kommunen Le Sel-de-Bretagne
Referens:INSEE